# 폭설 (영화)
"폭설"은 2023년 제작된 대한민국의 드라마 영화이다. 윤수익이 감독을 맡았다. 배우 한소희의 영화 데뷔작이다.

## 출연

### 주연
- 한해인 : 수안 역 (편집)
- 한소희 : 설이 역

## 참고 사항
- 한소희의 스크린 데뷔작이다.